# Geheimnis einer Ärztin
Geheimnis einer Ärztin ist ein deutsch-österreichisches Kinofilmmelodram aus dem Jahre 1955 mit Hilde Krahl und Ewald Balser in den Hauptrollen. Dem von August Rieger und Karl Stanzl inszenierten Film lag das Hörspiel Rauschgift von Victor Reingruber zugrunde.

## Handlung
Die Assistenzärztin Dr. Gerda Maurer wird wegen unterlassener Hilfeleistung hat während ihrer beruflichen Tätigkeit vor Gericht gebracht und zu einer Freiheitsstrafe verurteilt. Als sie die Zeit hinter Gittern verbüßt hat, kann sie zunächst keine Beschäftigung mehr in ihrem erlernten Beruf finden, da das Gricht gleichzeitig ein Berufsverbot verhängt hatte. Sie arbeitet als Animiermädchen und Sängerin in einer Bar. Nach einem Unfall lernt Gerda den angesehenen Chirurgen Prof. Stephan Wendlandt kennen, der von ihrem Können beeindruckt ist und ihr eine zweite Chance geben möchte. Der Professor sorgt für die Aufhebung des deutlich zu harschen Gerichtsurteils und macht Frau Dr. Maurer zu seiner persönlichen Assistentin. 
Eines Tages taucht Gerdas früherer Geliebter Georg Kreinz auf und zwingt sie Morphiumrezepte auszustellen, woraufhin augenblicklich Gerda in Verdacht gerät, mit ihm zu kooperieren. Auch der Professor vermag nun nicht mehr an Gerdas Unschuld glauben und wendet sich von ihr ab. Oberpolizeirat Kröger fordert Dr. Maurer auf, ihm den Täter zu bringen, um ihre Unschuld zu beweisen. Sie macht sich auf die Suche und bekommt in der Bar, in der sie einst gearbeitet hat, den entscheidenden Hinweis. Kreinz flüchtet daraufhin, wird von der Polizei verfolgt und schließlich erschossen. Prof. Wendlandt erkennt seinen Irrtum und entschuldigt sich bei Gerda. Beide hatten sich in der Zwischenzeit ineinander verliebt, und nun steht, neben dem berufliche Neubeginn, auch einem privaten Glück Gerdas nichts mehr im Wege.

## Produktionsnotizen
Die Dreharbeiten fanden im Frühling 1955 im Ringfilm-Studio in Wien-Kalvarienberg statt. Die Außenaufnahmen wurden im Burgenland sowie in Wien und Umgebung angefertigt. Die Uraufführung fand am 12. August 1955 unter dem österreichischen Titel Liebe am Scheideweg in Graz statt, die deutsche Erstaufführung wurde sechs Tage darauf in Stuttgart abgehalten. Die Berliner Premiere war am 19. August desselben Jahres.
Produzent Ernest Müller übernahm auch die Produktionsleitung. Fritz Jüptner-Jonstorff gestaltete die Filmbauten, Gerda Walter die Kostüme, Sepp Riff übernahm unter Chefkameramann Walter Partsch die Kameraführung. Es singen Wolfgang Sauer und Easy Maya. Dolores Hubert sorgte für die Choreographie.

## Kritiken
Die Kritik äußerte sich recht uneinheitlich zur Inszenierung der beiden bis dahin wenig regieerfahrenen Herren Rieger und Stanzl. Dirk Jasper sah hier eine „Publikumswirksame Mischung aus Arztmelodram und Kriminalfilm, die mit Hilde Krahl und Ewald Balser attraktiv besetzt ist“, während das Lexikon des internationalen Films eine „Schicksalsträchtige Handlung nach Art von Illustriertenromanen“ verortete und die „miserable Regie“ bemängelte.

## Einzelnachweis
1. ↑  Geheimnis einer Ärztin auf filmdienst.de, abgerufen am 1. Dezember 2019